# Friedrich Gottlob Keller
Friedrich Gottlob Keller (27. června 1816, Hainichen – 8. září 1895, Krippen, Sasko) byl německý, mechanik a vynálezce. Je považován za vynálezce drcení dřeva pro výrobu dřevoviny, z níž se vyrábí papír.
Vyučil se tkalcem a tkalcovským mechanikem (něm. Blattbinder) a určitý čas se zabýval technickou publikační činností. V prosinci 1843 se mu podařilo vyrobit dřevovinu. Přitlačil dřevo pod tlakem za přídavku vody proti otáčejícímu se brusnému kameni. Aby mohl svůj vynález využít, koupil Keller papírnu, která se ale dostala do konkurzu (1850, následkem povodně). Od roku 1853 žil Keller v Krippenu a pracoval jako mechanik.